# 黑比希斯巴赫河
49°57′24.89″N 9°9′53.87″E / 49.9569139°N 9.1649639°E

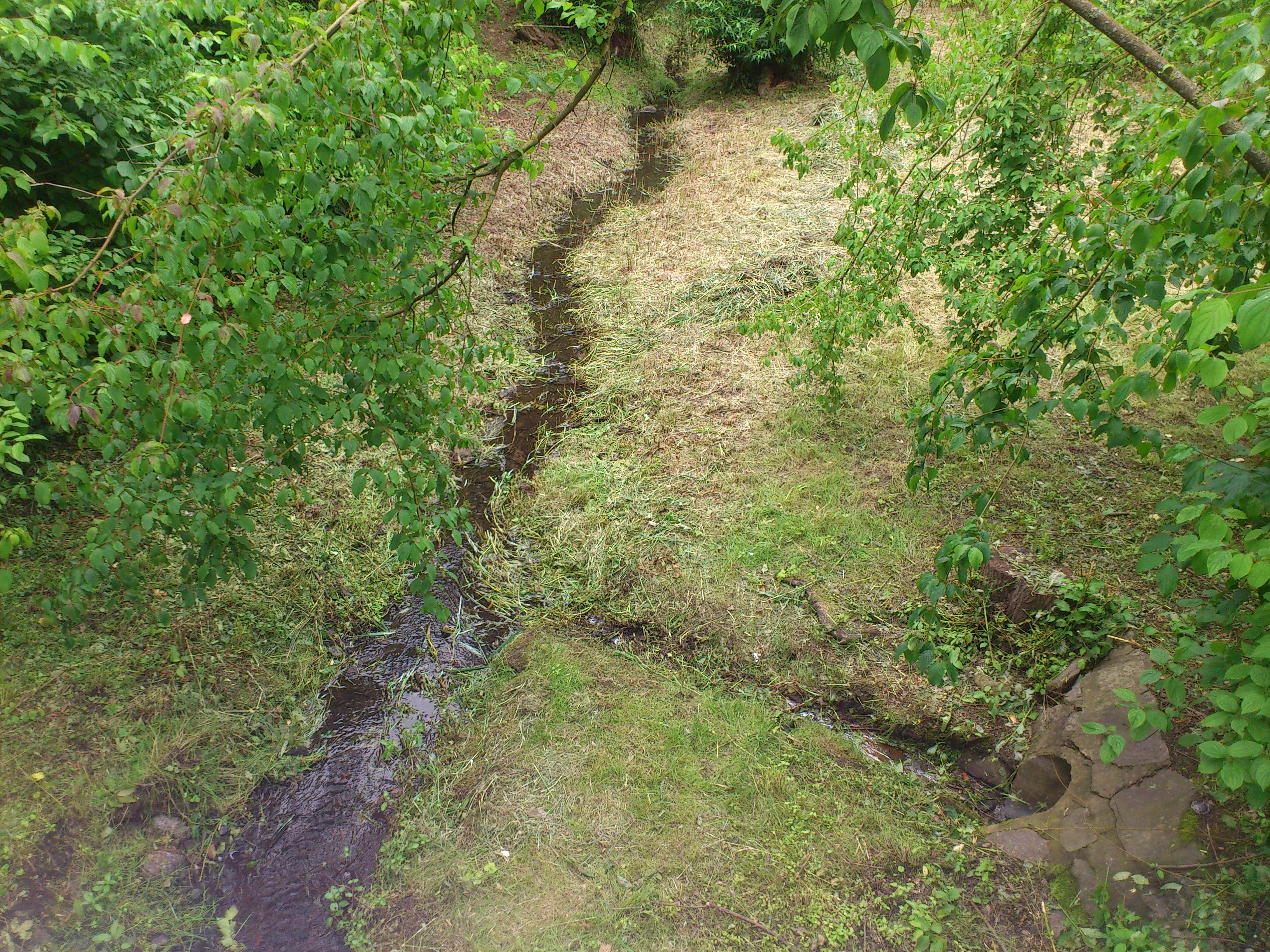

黑比希斯巴赫河（德語：Herbigsbach），是德國的河流，位於該國東南部，由巴伐利亞負責管轄，屬於亨斯巴赫河的左支流，河道全長1公里，流域面積1.6平方公里。